# Dumasia oblongifoliolata
Dumasia oblongifoliolata är en ärtväxtart som beskrevs av Wang och T.Tang. Dumasia oblongifoliolata ingår i släktet Dumasia och familjen ärtväxter. Inga underarter finns listade i Catalogue of Life.